# مايكل كوكرين
مايكل كوكرين (بالإنجليزية: Michael Cochrane)‏ هو عازف بيانو وعازف جاز وكاتب ومؤلف أمريكي، ولد في 4 سبتمبر 1948 في بيكسكيل في الولايات المتحدة.

## وصلات خارجية
- مايكل كوكرين على موقع ميوزك برينز (الإنجليزية)
- مايكل كوكرين على موقع أول ميوزيك (الإنجليزية)
- مايكل كوكرين على موقع ديسكوغز (الإنجليزية)